# Коллобласты

Схема строения коллоцита

Коллобла́сты, или коллоци́ты — тип клеток, характерный для гребневиков. Чаще всего они встречаются в щупальцах, где служат для захвата и обездвиживания добычи. Как и книдоциты стрекающих, коллобласты являются производными эпидермиса и образуются в результате дифференцировки интерстициальных клеток. Они используются при охоте, однако не являются ядовитыми клетками и несут исключительно клейкий секрет.
Впервые обнаружены в 1844 году немецким натуралистом Иоганном Фридрихом Виллем (1815—1868) в работе «Horae Tergestinae oder Beschreibung und Anatomie der im Herbste 1843 bei Triest beobachteten Akalephen».

## Строение
Типичный коллобласт внешне напоминает гриб и состоит из апикальной части (шапочки) и более узкого стволика, заякоривающего клетку в эпидермисе, нижележащем мышечном слое или мезоглее. Стволик состоит из спиральной нити, скрытой в эпидермальной лакуне, и другой, осевой, нити, на которую намотана спиральная нить. На наружном (апикальном) конце спиральная нить связана с гранулярной шапочкой. Апикальная поверхность шапочки клетки покрыта везикулами с клейким веществом; считается, что именно они придают коллобласту клейкие свойства. При соприкосновении с добычей гранулы лопаются, высвобождая клейкий секрет, после чего спиральная нить высвобождается в месте контакта, лишая жертву подвижности.
Возможно также, что спирализованная нить приспособлена для гашения механического напряжения, которое возникает у жертвы, приклеенной к коллобласту, при попытках вырваться. По-видимому, таким образом предотвращается обрыв коллобласта; однако каждый коллобласт, вероятнее всего, используется только единожды, после чего заменяется новым.
Коллобласты характерны для всех видов гребневиков, кроме представителей отряда Beroida, лишённых щупалец, и вида Haeckelia rubra, использующего вместо этого стрекательные клетки съеденных кишечнополостных.

## Происхождение
Коллобласты являются производными эпидермиса и появляются в результате дифференцировки интерстициальных клеток последнего. В 2018 году были опубликованы результаты исследования, посвящённого возможной утрате связанных с коллобластами генов у гребневиков, не имеющих коллобластов или щупалец целиком. Транскриптомы 36 видов гребневиков сравнивались с данными секвенирования РНК, которые производились на разных стадиях эмбрионального развития гребневика Mnemiopsis leidyi. Благодаря этому было показано, что в коллобластах наиболее активно экспрессируются гены белков, предназначенных для секреции из клетки. Удалось также найти белок, гомологичный белку-токсину книдоцитов стрекающих. Было также показано, что коллобласты и нейроны происходят от одних и тех же клеток-предшественников, поэтому, вероятно, в ходе эволюции гребневиков нейросекреторная система, предназначенная для ловли добычи, развивалась как единое целое.